# Limmat-Nixen Zürich
Die Limmat-Nixen Zürich sind einer der ältesten und erfolgreichsten Synchronschwimmvereine der Schweiz. Sie wurden im Jahre 1961 gegründet und gehörten ursprünglich zum Schwimmverein Limmat Zürich. Seit dem 1. Oktober 1998 sind die Limmat-Nixen Zürich ein eigenständiger Verein.
Der Club bildet Schwimmerinnen auf jeglicher Teststufe des Synchronschwimmens (1–6) aus und ist seit über 20 Jahre der führende Club in der Schweiz auf Synchronschwimmgebiet. Die A-Mannschaft der Limmat-Nixen – Schweizermeisterinnen in allen drei Disziplinen Solo, Duett und Gruppe – werden von der mehrfachen Weltmeisterin Olga Sedakowa trainiert. Musikalität, Kondition, Konzentration, Flexibilität sowie tänzerische Fähigkeiten gehören zu einer guten Synchronschwimmerin.